# Ljubov Kozyreva

Ljubov Vladimirovna Kozyreva, född 27 augusti 1929 i Bugry i Leningrad oblast, död 22 juni 2015 i Moskva, var en sovjetisk längdskidåkare som slog igenom internationellt vid VM i Falun 1954, där hon vann guld på 10 kilometer och i stafett. Kozyreva var fram till 1962 världsledande på 10 kilometer och vann på denna distans guld vid OS i Cortina 1956 och silver vid OS i Squaw Valley 1960. 
Ljubov Kozyreva vann totalt fem guld och fem silver vid OS och VM mellan 1954 och 1962. Genom äktenskap 1960 fick hon efternamnet Baranova.